# 熊本典道
熊本 典道（くまもと のりみち、1937年〈昭和12年〉10月30日 - 2020年〈令和2年〉11月11日）は、日本の裁判官、弁護士。袴田事件第1審の担当判事（左陪席）として無罪の心証を形成しつつも裁判長・右陪席の説得に失敗し死刑判決を下したが、後年良心の呵責から合議の秘密を破って被告人（袴田巌）の無実を訴えた人物として知られる。

## 経歴

### 前史
1937年（昭和12年）佐賀県東松浦郡打上村（後の鎮西町、現：唐津市）に生まれる。父母ともに小学校教員をつとめる家庭の長男として厳格な教育を受ける。
1953年（昭和28年）に鎮西町立打上中学校（現：唐津市立海青中学校）卒業、佐賀県立唐津高等学校（在学中に分離により佐賀県立唐津東高等学校となる）入学。高校入学まもなく、父が退職金を詐欺で全額騙し取られる被害に遭う。これにより途方に暮れる父を見て不正義を憎む気持ちを抱く。母も妊娠で退職したため家計は貧しかった。叔父は開業医で、後継者となるべく九州大学医学部への進学を期待されていた。
1956年（昭和31年）佐賀県立唐津東高等学校卒業、医学ではなく法律の世界に進むことを決意。九州有数の国公立大学である九州大学法学部に入学。1959年（昭和34年）司法試験筆記合格するも口述で失敗。翌年1960年（昭和35年）司法試験に最終合格。合格者334人中1位で、戦後の九州大学では初のトップ合格者として新聞社の取材を受けている。後に先輩判事から「君はじっと余計なことをしないで淡々と仕事をしていたら最高裁判事になれる」と言われたという。1961年（昭和36年）九州大学法学部卒業後、司法研修所に入る。

### 裁判官として
1963年（昭和38年）司法修習（第15期）を修了し東京地方裁判所刑事部判事補として刑事14部（通称、令状部）に勤務。当時、同部には彼と同じく人権派として知られた木谷明がいた。検察からの勾留請求の却下率が通常1パーセントに満たないところ、3割の勾留請求を却下。それを不満に思った者から脅迫電話を受けたこともある。私生活では1965年（昭和40年）に司法修習時代の教官だった菅野勘助の紹介で静岡県沼津市の弁護士の娘と結婚。仲人は義父の知り合いである塚本重頼であった。しかし、翌1966年（昭和41年）4月に福島地方・家庭裁判所白河支部判事補へ異動するも、妻が鬱病で入水自殺未遂を起こす。熊本は妻の療養のため退官して東京で弁護士になろうとしたが、最高裁係官に慰留され、妻の実家がある静岡に転勤し、11月から静岡地方・家庭裁判所判事補に転ずる。この異動により同年12月2日の第2回公判から袴田事件を担当することとなる。袴田事件では一審の合議で3人の裁判官のうち唯一無罪を主張するものの、裁判長を含む他の2人の裁判官の反対により、被告人・袴田巌に死刑を言い渡すこととなった。

### 判事補退官後
1969年（昭和44年）には最初の妻との間に長男が出生する。しかし、袴田事件で死刑判決を下したことを悔やんで半年後に弁護士へ転身を決意する。同年には判事補を退官し、東京都杉並区荻窪に転居、弁護士登録（東京弁護士会）する。当初は谷村唯一郎・塚本重頼法律事務所で勤務していた。1970年（昭和45年）4月頃に最初の妻と離婚、同じころ何らかのトラブルにより谷村唯一郎・塚本重頼法律事務所を退職する。退職の詳細について熊本自身は「彼らに能力がないと判断したから辞めたまで」と語るが、熊本の長男によると、熊本を谷村唯一郎・塚本重頼法律事務所に紹介した岳父は熊本を「あんな詐欺師は見たことがない」「恥をかかされた」と批判していたという。なお、この頃から「俺は無実の人を殺した。逮捕しろ」と夜中に警察で暴れるなど酒の上でのトラブルが絶えなかったという。また離婚の経緯についても、熊本の最初の妻によれば離婚の原因は酒と浮気と養育費の不払いだったという。ただし、同じく熊本の長男によれば、熊本の最初の妻もまた極端で不安定な性格であったと語っている。
同年4月には藤井英男法律事務所の客員として独立弁護士の修業を始める。1972年（昭和47年）には舟橋諄一（民法）・熊本典道法律事務所として弁護士事務所を開業する。また、弁護士業務と並行して翌年まで千葉大学法経学部にて刑事訴訟法の非常勤講師を務めていた。1973年（昭和48年）から翌年まで名城大学法学部にて刑事訴訟法の非常勤講師を務める。1974年（昭和49年）2月には北里大学教授の娘である25歳の女性と再婚し、東京都目黒区青葉台に転居する。同年から1985年（昭和60年）まで東京都立大学法学部にて刑事訴訟法の非常勤講師を務めた。1975年（昭和50年）に二番目の妻との間に長女が誕生する。
1976年（昭和51年）5月、袴田事件第2審で東京高裁が控訴棄却。この控訴棄却を受けて「無実の男を獄中に放り込んでおきながら自分は仕事でも家庭でも恵まれた人生を送っている」という罪悪感から酒に溺れた、と熊本は説明する。1978年（昭和53年）には二番目の妻との間に次女が誕生する。1985年（昭和60年）には日本航空123便墜落事故における事故対応として安田火災海上保険の顧問弁護士となる。この頃の年収は1億円を超え、銀座や赤坂の高級クラブで豪遊していた。しかし、やがてパーキンソン病やアルコール使用障害、鬱病、肝硬変で幻覚や幻聴に悩まされるようになり、統合失調症を疑う医者もいた。やがて部下の失敗の責任を取る形で安田火災の顧問弁護士を辞任、また事務所の女性職員に数千万円を持ち逃げされた事件もあり、法律事務所を畳み、家族とも離散するに至った。1990年（平成2年）3月には二番目の妻と離婚する。離婚の原因は熊本の酒と浮気と家庭内暴力だったと長女は語る。

### 九州へ移住
1991年（平成3年）には、司法修習同期であり弁護士の和田久を頼って鹿児島市に転居、鹿児島弁護士会に移籍したうえで和田法律事務所で働く。しかし、大腸癌、肝硬変、黄疸などの体調不良のため仕事を減らし静養していた。しかし、肝硬変で入院していたものの病室でも酒を飲んでいる有様だった。熊本によると、当時の仕事は法律相談に乗ることだったというが、和田によると当時の熊本は事務所で本を読んだり外出したりでほとんど何もしなかったという。私生活では酒に溺れ、娘ほどの年齢のスナックの女性に入れあげ、アパートの部屋は足の踏み場もなく、タバコや蚊取り線香でボヤ騒ぎを起こし、無銭飲食でトラブルになったこともある。
1996年（平成8年）に和田法律事務所を去る。和田によると、熊本は幻覚や幻聴が激しく出廷日に出廷しないことが続いていたという。鹿児島県出水市に移って弁護士事務所を開く予定だったが失敗、五島列島で事務所を開こうとするもやはり失敗。最終的に弁護士登録を抹消。五島列島では地元の関係者に接待を受けたものの弁護士登録ができず、詐欺まがいとの悪評が立ったといわれる。弁護士登録ができなかった理由について熊本は「再登録するにあたって推薦人（2名）が集まらなかった」と説明する。この頃の生活については、自ら「弁護士らの知人から借金して食いつないでいた。ホームレスのようなもの」と語っている。この後、自殺を考えて東尋坊や阿蘇山や不知火海などを彷徨、ノルウェーのフィヨルドで死に場を探したこともある。

### 袴田事件での告白
2006年（平成18年）には福岡市で65歳の独身女性と知り合い、内縁関係となる。内縁の妻から10万円を借りて弁護士登録再申請を行ったが失敗。同年11月に内縁の妻の長男が「袴田巌さんの再審を求める会」に連絡を取り、これまで消息不明とされていた熊本の存在が世に明らかとなる。2007年（平成19年）に袴田事件の第一審で死刑判決を出した他2人の裁判官が死亡したことを確認後、同年3月9日に衆議院議員会館で行われた「死刑廃止を推進する議員連盟」の院内集会に参加し、元担当判事として袴田巌の無実を訴える。同年6月25日には再審を求める陳述書を最高裁に提出し、内縁の妻の長男の勧めでブログ「裁判官の良心」を開始する。同年7月2日には東京拘置所に赴いて袴田巌と面会を望むが不許可となる。
2008年（平成20年）1月24日、袴田事件再審開始を目指す支援チャリティボクシングに参加、リングの上から袴田巌の無実を訴える。同年10月にはニューヨークの国連本部でアムネスティのパネルディスカッションに参加する。同年11月にはステージ3の前立腺癌が発見される。のちホルモン剤の投与で数値が下がったが、ホルモン剤の副作用で認知症が進行しているといわれている。2010年（平成22年）頃には福岡市内で生活保護を受けながら細々と暮らしていることが報じられた。2018年（平成30年）1月9日、熊本が入院中の病院において、地裁の法廷以来約50年ぶりに袴田巌と対面する。2月には袴田事件の再審を求める陳述書を東京高裁に提出した。2020年（令和2年）11月11日、福岡市の病院で死去。

## 主な裁判
- 1968年（昭和43年）、合議制の袴田事件第1審（静岡地方裁判所）にて無罪の心証を形成し、同年6月中旬には無罪判決文を書いていたが、裁判長の石見勝四[33]、右陪席の高井吉夫を説得することに失敗。有罪の主張を譲ろうとしない高井に向かって「あんた、それでも裁判官か!」と怒鳴りつけたという[34]。死刑判決文を書くことを拒否し、高井に「あんたが書けよ!」と用紙を投げつけたが、最終的には1968年8月、左陪席の職務として泣く泣く死刑判決文を書き上げる[35]。この判決には、他にない厳しい口調で検察の捜査・立証を批判している部分があり、「合議体の分裂」、つまり、「合議で被告人の有罪に異を唱えた裁判官がいた」可能性が以前から指摘されていた[36]。当時はあくまで推測にすぎなかったが、石見と高井の死後、熊本の告白により、それが事実であることが明らかになった。

## 著作
- 『刑事訴訟法論集』（信山社出版、1989年、ISBN 4882610582）
- 『麻酔事故の法律問題』（信山社出版、1992年、ISBN 4882610957）

## 映画
- 『BOX 袴田事件 命とは』（高橋伴明監督・2010年）- 熊本の役を萩原聖人が演じた。